# Billy Kimball
Billy Kimball (nacido el 8 de julio de 1959) es un comediante estadounidense. Ha trabajado como escritor de Seinfeld, LateLine y Los Simpson, y sirvió como el productor ejecutivo de The Al Franken Show en 2004.

## Episodios de Los Simpson que escribió
- 24 Minutes (coescrito con Ian Maxtone-Graham)
- "Smoke On The Daughter" (el único episodio de Kimball que no fue escrito con Ian Maxtone-Graham)
- "Dangerous Curves" (coescrito con Ian Maxtone-Graham)
- "Gone Maggie Gone" (coescrito con Ian Maxtone-Graham)
- "The Color Yellow" (coescrito con Ian Maxtone-Graham)
- "The Scorpion's Tale" (coescrito con Ian Maxtone-Graham)
- "How I Wet Your Mother" (coescrito con Ian Maxtone-Graham)
- "Dark Knight Court" (coescrito con Ian Maxtone-Graham)
- "The Yellow Badge of Cowardge" (coescrito con Ian Maxtone-Graham)